# Comitato Olimpico e Sportivo Nazionale del Niger
Il Comitato Olimpico e Sportivo Nazionale del Niger (noto anche come Comité Olympique et Sportif National du Niger in francese) è un'organizzazione sportiva nigerina, nata nel 1964 a Niamey, Niger.
Rappresenta questa nazione presso il Comitato Olimpico Internazionale (CIO) dal 1964 ed ha lo scopo di curare l'organizzazione ed il potenziamento dello sport in Niger e, in particolare, la preparazione degli atleti nigerini, per consentire loro la partecipazione ai Giochi olimpici. L'organizzazione è, inoltre, membro dell'Associazione dei Comitati Olimpici Nazionali d'Africa.
L'attuale presidente dell'associazione è Mamadou Talata Doulla, mentre la carica di segretario generale è occupata da Idé Issaka.